# Georg Roenneberg

Georg Roenneberg, um 1880

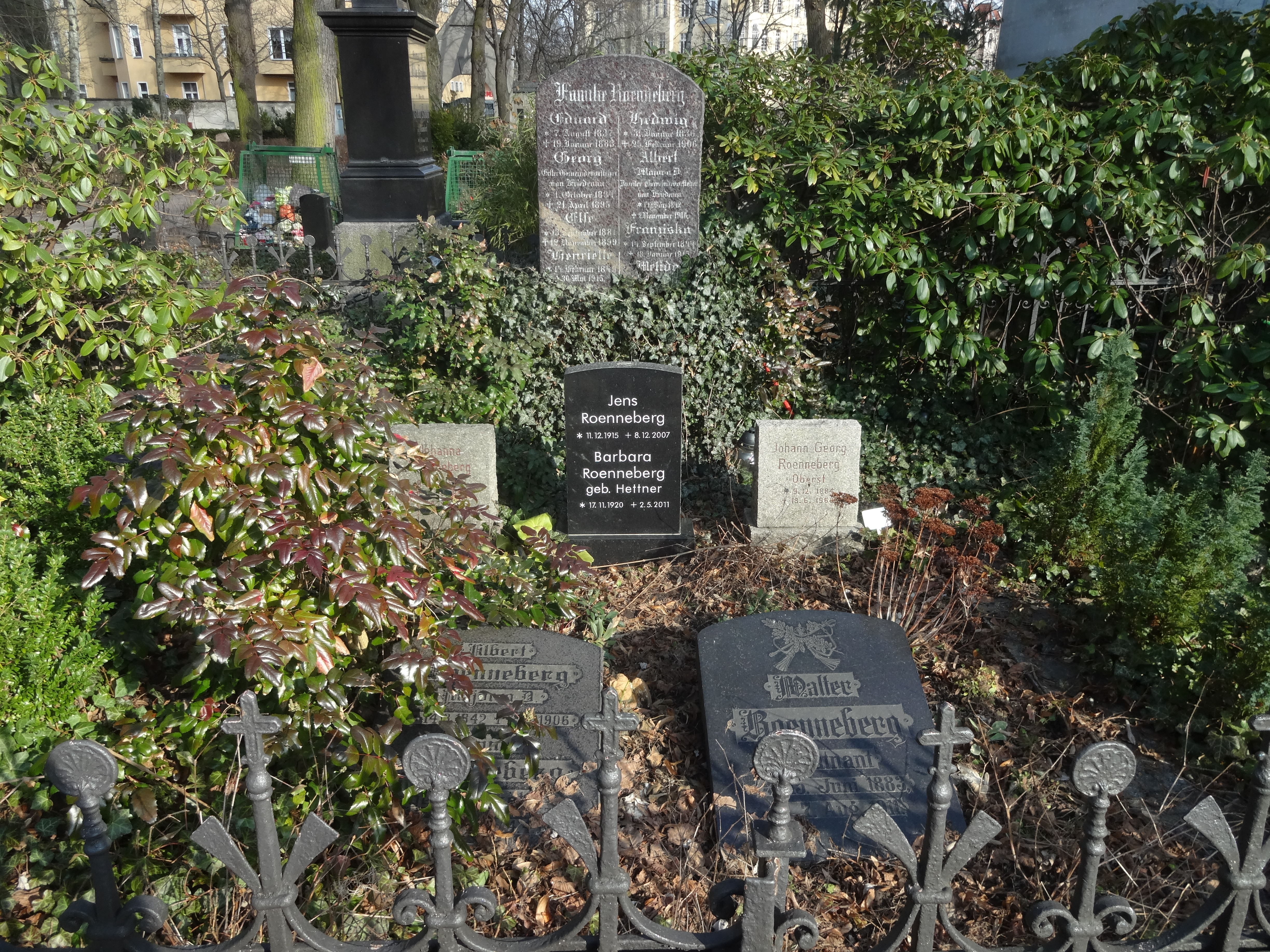
Grabstätte auf dem Friedhof an der Stubenrauchstraße in Berlin-Friedenau

Georg Roenneberg (* 1. Oktober 1834 in Reppen; † 21. April 1895 in Friedenau) war als Kommunalpolitiker von 1875 bis 1892 Gemeindevorsteher in der seinerzeit neu gegründeten Landhauskolonie Friedenau bei Berlin.
Roenneberg besuchte in Guben das Gymnasium. Das in Berlin begonnene Jurastudium gab er nach einjährigem Militärdienst auf und wurde Beamter in der Steuerkasse. 1868 war er als Hilfskraft im Ministerium für Öffentliche Arbeiten tätig, 1873 zog er als einer der ersten Einwohner nach Friedenau. Er war dann als Geheimer Rechnungsrat bzw. Geheimer Sekretär im Preußischen Handelsministerium tätig. In Friedenau wirkte er als Vorsitzender des Vereins für die Loslösung Friedenaus von Wilmersdorf. 
Durch die am 11. Januar 1875 erstmals gewählten Gemeindeverordneten wurde Georg Roenneberg zum Gemeindevorsteher gewählt und amtierte bis 1892. Bei seinem Ausscheiden wurde er zum Ortsältesten ernannt. Sein Nachfolger im Amt, nun als hauptamtlicher Gemeindevorsteher, war von 1892 bis 1902 sein Bruder, der Major Albert Roenneberg. Dieser unterzeichnete 1899 den dann nicht wirksam gewordenen Vereinigungsvertrag von Schöneberg und Friedenau. Die Schwestern Melida und Henriette Roenneberg riefen 1873 in ihrem Hause in der Moselstraße 5 eine Privatschule ins Leben, die bald in eine private Mädchenschule umgewandelt wurde und bis 1912 unter Leitung einer der Schwestern stand. 
Nach ihm ist im Berliner Ortsteil Friedenau die Roennebergstraße benannt. Die Gräber der Familie Roenneberg befinden sich auf dem Friedhof an der Stubenrauchstraße.